# 段寿
段壽（越南语：／，？—1871年），越南阮朝將領。
《大南正編列傳》中並未列明其出生地在何處，但其家譜稱其是廣義省平山縣人。1843年開始出任武職。
1858年，法國海軍入侵沱㶞（峴港），嗣德帝派段壽前往沱㶞鼓舞士氣並調查情況，以讓朝廷尋求應對之策。1861年，任中軍都統、順安防護使。兩年後，任都統府掌府使，權領侍衛大臣。同年，法國、西班牙聯軍至順化，他隨陳踐誠前去議和但未能成功，因而被降職留任。
1864年官復原職。當時太平天國被清朝擊敗，吳鯤逃入越南境內尋求庇護，獲得准許，佔據了越南北部的部份地區。但不久後吳鯤反叛，朝廷派兵前去鎮壓。1870年吳鯤被滅後，其部眾分為黃崇英的黃旗軍、劉永福的黑旗軍、盤文二和梁文利的白旗軍。他們佔據宣光、太原一帶混戰。為解決他們，段壽被任命為總督北圻軍務，坐鎮諒山指揮鎮壓。1871年10月半夜，中國山賊蘇泗（蘇國漢）突襲諒山城，殺死領兵黎文野。武仲平等官在慌亂中逃跑。段壽在混戰中不敵被殺。後同阮知方、黃耀、張國用一起被入祀忠烈廟。